# Bartosz Piasecki
Bartosz Piasecki (* 9. prosince 1986 Tczew, Polsko) je norský sportovní šermíř polského původu, který se specializuje na šerm kordem. V Norsku žije od svých dvou let a Norsko reprezentuje mezi muži od roku 2005. Na olympijských hrách startoval v roce 2012 v soutěži jednotlivců a vybojoval stříbrnou olympijskou medaili. V roce 2015 obsadil třetí místo v soutěži jednotlivců na prvních Evropských hrách. S norským družstvem kordistů se pravidelně účastní mistrovství Evropy.